# Morbid nyfikenhet
För det svenska death metal-bandet, se Morbid (musikgrupp).
Morbid nyfikenhet (morbid, från latin morbus "sjukdom" som härstammar från "mori", "att dö") avser en fascination/nyfikenhet för döden eller dödsrelaterade saker, såsom avrättningsmetoder, döda kroppar, förmultning, vapen eller tortyr. En morbid person kan också ha en viss dödslängtan, dock enbart av intellektuell natur, men detta är inget krav.[källa behövs]
Morbid humor är då man humoriserar över ämnet döden och död; detta kan även kallas för svart humor.